# Пърличева къща
Пърличевата къща (на македонска литературна норма: Прличева куќа) е възстановена възрожденска къща в град Охрид, Северна Македония. Сградата е обявена за значимо културно наследство на Северна Македония. Роден дом на българския поет и писател Григор Пърличев, сградата е превърната в негова къща музей (Спомен куќа на Григор Прличев), част от Института за защита на паметниците на културата и музей – Охрид.

## История
Къщата е разположена във Вароша, близо до Долни Сарай и „Света София“, в югоизточното подножие на по-високия охридски рид, на улица „Григор Пърличев“ № 66. Изградена е вероятно в първите десетилетия на XIX век. В 30-те години на XX век къщата е в руини – когато Кирил Пърличев се връща в Охрид след освобождението на града в 1941 година, не се установява в родния си дом, а в къщата на Ракичевич в долната част на града.
Запазени са два документа за изгледа на оригиналната къща – скица на горния етаж от Нико Този от 1943 година, съхранявана в Държавния архив в София и картичка от 1915 година. В 1997 година е подета инициатива за възстановяване на къщата. Основният камък е положен в 1998 година. Архитект е охридчанинът Митко Паскали. Дарител е бизнесменът Минчо Йорданов. Къщата музей отваря врати на 6 февруари 2000 година.